# Névian
Névian (okzitanisch Nevian) ist eine französische Gemeinde mit 1283 Einwohnern (Stand 1. Januar 2022) im Département Aude in der Region Okzitanien. Sie gehört zum Arrondissement Narbonne und zum Kanton Narbonne-1.

## Nachbargemeinden
Névian liegt elf Kilometer von Narbonne und zwölf Kilometer von Lézignan-Corbières entfernt.

## Bevölkerungsentwicklung
| Jahr      | 1962 | 1968 | 1975 | 1982 | 1990 | 1999 | 2013 |
| Einwohner | 653  | 689  | 758  | 815  | 917  | 1087 | 1279 |